# 貝內迪克特·赫韋德斯
貝內迪克特·赫韋德斯（德語：Benedikt Höwedes，1988年2月29日—）是一位德國退役足球運動員，司職後衛，現為德國國家足球隊球隊經理。最後效力俄羅斯足球超級聯賽球隊莫斯科火車頭。

## 個人生活
赫韋德斯出生於北萊茵-威斯特法倫州的哈爾滕，曾就讀於貝格菲爾德綜合學校。

## 職業生涯

### 俱樂部經歷
赫韋德斯最開始踢球是在1994年代表家鄉俱樂部TuS Haltern。2001年他轉會到沙爾克04的青年隊。2003年，赫韋德斯已成為沙爾克U19隊的隊長，並作為該隊的一員贏得了2006年U19青年聯賽的冠軍。
2007年9月，德國足協將弗裏茨·瓦爾特大獎授予赫韋德斯，以表彰他作為2006-2007賽季他所在的年齡組中最優秀的球員。
2007年1月，赫韋德斯簽署了一份職業合同，有效期至2009-2010賽季末，並在當年7月進入了沙爾克04征戰德甲聯賽的陣容。然而直到2007年10月，他只為處於第四級別聯賽的沙爾克二隊出場過。
赫韋德斯的首場職業比賽是2007年10月3日的歐洲冠軍聯賽。
在2008年的12月10日，赫韋德斯延長了他與沙爾克04的合同，直至2014年6月30日。
2017年8月，赫伟德斯租借加盟意甲尤文图斯俱乐部。
2018年7月，赫伟德斯正式转会俄超莫斯科火车头俱乐部，双方签约4年。

### 國家隊經歷
赫韋德斯曾效力過德國的U18和U19青年隊，並參加所有的比賽包括2007年U19歐青賽的半決賽。2007年的9月5日，他完成了第一次也是唯一一次在U20隊的亮相，因為按年齡他要轉到U21隊了。
2011年的5月29日，在同烏拉圭的友誼賽中，赫韋德斯完成了他在德國成年組別國家隊的首秀。2011年的6月7日，2012年歐洲足球錦標賽預選賽中與阿塞拜疆的較量成為了赫韋德斯代表德國隊所參加的第一場正式比賽。他參與了第一個進球，幫助厄齊爾破門得分，最終德國3-1獲勝。
赫韋德斯也進入了德國隊征戰2012年歐錦賽的23人大名單。
2014年，赫伟德斯以主力左后卫身份随德国国家队获得巴西世界杯冠军。

#### 国家队进球
| 进球 | 日期          | 球场                         | 对手     | 比分 | 赛果 | 比赛性质 |
| ---- | ------------- | ---------------------------- | -------- | ---- | ---- | -------- |
| 1.   | 2012年8月15日 | 商业银行球场, 法兰克福, 德国 | 阿根廷   | 1-3  | 1-3  | 友谊赛   |
| 2.   | 2014年6月6日  | 欧宝竞技场，美因茨，德国     | 亚美尼亚 | 3-1  | 6-1  | 友谊赛   |

## 所獲榮譽
沙爾克04
- 德国足协杯冠軍：2011年

- 德國超級盃冠軍：2011年

國家隊
- 世界杯足球赛冠军：2014
- 歐洲U21足球錦標賽冠軍：2009年

個人
- 弗裡茨·瓦爾特大獎：2007年U19金獎

## 外部連結
- Benedikt Höwedes at transfermarkt.de （德文）
- fussballdaten.de：貝尼迪克特·赫韋德斯之統計數據 （德文）
- 个人Instagram账号 （页面存档备份，存于）